# Giro del Friuli 1987
Il Giro del Friuli 1987, quattordicesima edizione della corsa, si svolse il 2 settembre 1987 su un percorso di 212,2 km, con partenza da Cividale del Friuli e arrivo a Gemona del Friuli. La vittoria fu appannaggio dell'italiano Guido Bontempi, che completò il percorso in 5h16'00", alla media di 40,253 km/h, precedendo i connazionali Bruno Leali e Roberto Pagnin.

## Ordine d'arrivo (Top 10)
| Pos. | Corridore           | Squadra                                | Tempo    |
| ---- | ------------------- | -------------------------------------- | -------- |
| 1    | Guido Bontempi      | Carrera Jeans-Vagabond                 | 5h16'00" |
| 2    | Bruno Leali         | Carrera Jeans-Vagabond                 | s.t.     |
| 3    | Roberto Pagnin      | Gewiss-Bianchi                         | s.t.     |
| 4    | Flavio Chesini      | Magniflex-Centroscarpa                 | s.t.     |
| 5    | Silvano Riccò       | Fibok-Sidermec-Müller                  | s.t.     |
| 6    | Johan van der Velde | Gis Gelati-Jolly Scarpe                | s.t.     |
| 7    | Silvio Martinello   | Gewiss-Bianchi                         | s.t.     |
| 8    | Adriano Baffi       | Gis Gelati-Jolly Scarpe                | s.t.     |
| 9    | Luciano Boffo       | Ecoflam-BFB Bruciatori-Mareco-Alfa Lum | s.t.     |
| 10   | Patrick Serra       | Ceramiche Ariostea-Gres                | s.t.     |